# Maria Mendel
Maria Teresa Mendel (ur. 15 października 1960 w Gdańsku) – polska uczona, profesor nauk humanistycznych, specjalizująca się w pedagogice społecznej oraz pedagogice wczesnej edukacji oraz animacją społeczności i środowiskową pracą socjalną. 

## Życiorys
Urodziła się w rodzinie Jana Ankiewicza i Agaty z domu Wierzbowskiej. Siostra Stanisława (1948–1989), Anny (1950–2017), Małgorzaty (ur. 1953). Absolwentka (1975) Szkoły Podstawowej nr 14 w Gdańsku. Po ukończeniu w 1980 Państwowego Liceum Sztuk Plastycznych w Gdyni-Orłowie początkowo pracowała w Szkole Podstawowej nr 24 w Gdańsku (1980–1982), a następnie w SP nr 49 (1982–1989), gdzie dodatkowo od 1985 była wicedyrektorką do spraw wychowawczych. Równolegle w 1989 ukończyła studia pedagogiczne w Wyższej Szkole Pedagogicznej w Słupsku. W tym samym roku została pracownikiem Instytutu Pedagogiki Wydziału Nauk Społecznych Uniwersytetu Gdańskiego, gdzie przechodziła kolejne etapy kariery akademickiej. Doktorat obroniła 22 września 1994 na podstawie pracy pt. Współuczestnictwo rodziców w procesie edukacji dzieci, prowadzonej pod kierunkiem Ryszarda Więckowskiego. 16 maja 2002 otrzymała stopień doktora habilitowanego w dyscyplinie pedagogika na podstawie pracy pt. Edukacja społeczna. Partnerstwo rodziny, szkoły i gminy w perspektywie amerykańskiej. Tytuł profesora nauk humanistycznych uzyskała 11 lutego 2009.
W trakcie kariery zawodowej pełniła następujące funkcje:
- wicedyrektor w Szkole Podstawowej nr 24 (1985–1989),
- wicedyrektor Instytutu Pedagogiki UG (dwie kadencje: 1996–2002),
- dyrektora szkoły niepublicznej (1989–1998),
- dyrektor Instytutu Pedagogiki UG (dwie kadencje: 2002–2008),
- kierownik Zakładu Pedagogiki Społecznej (od 2005),
- prorektor ds. kształcenia w UG (2008–2012).

Jest autorką koncepcji: pedagogiki miejsca, rozwijanej w formule badań społecznie zaangażowanych, partnerstwa edukacyjnego (w szczególności odnoszącego się do współpracy szkoły z rodzicami) i animacji współpracy środowiskowej. Zajmuje się także problematyką społecznego wymiaru szkolnictwa wyższego i działaniami na rzecz koncepcji „uczenia się przez całe życie”.
W latach 2007–2017 była promotorką 9 prac doktorskich.
Dwukrotnie zamężna. Po raz pierwszy z Mariuszem Mendlem (ur. 1959), po raz drugi z Tomaszem Szkudlarkiem.

## Odznaczenia i nagrody
- Srebrny Krzyż Zasługi (7 maja 2020)[6]
- Medal Komisji Edukacji Narodowej (2000)
- Medal 100-lecia Towarzystwa Przyjaciół Nauki i Sztuki w Gdańsku, Gdańskiego Towarzystwa Naukowego, Gdańskiego Towarzystwa Przyjaciół Sztuki (2022)
- Złota Odznaka Społecznego Towarzystwa Oświatowego (1997)
- Nagroda Gdańskiego Towarzystwa Przyjaciół Sztuki w dziedzinie nauki i kultury za realizację projektu „Wspólny Pokój Gdańsk” oraz dorobek naukowy (2014)[7]
- Nagroda Instytutu im. Heleny Radlińskiej w Warszawie „Animator Solidarności Codziennie” (2018)
- Nagroda Naukowa Miasta Gdańska im. Jana Heweliusza w kategorii nauk humanistycznych i społecznych (2020)[8]

Źródło:.